# فرودگاه بین‌المللی ننامدی آزیکیوه
 فرودگاه بین‌المللی ننامدی آزیکیوه (به انگلیسی: Nnamdi Azikiwe International Airport) یک فرودگاه همگانی مسافربری با کد یاتا ABV است که یک باند فرود آسفالت دارد و طول باند آن ۳۶۰۹ متر است. این فرودگاه در شهر آبوجا کشور نیجریه قرار دارد و در ارتفاع ۳۴۲ متری از سطح دریا واقع شده است.

## شرکت‌های هواپیمایی و مقصدهای پروازی
| شرکت‌های هواپیمایی     | مقصدهای پروازی |
| --------------------- | --- |
| Aero Contractors      | مرتلا محمد، سام مبکو، پورت هارکورت، ابوبکر صدیق ۳، اکوا ایبوم |
| Africa World Airlines | کوتوکا |
| ایر ساحل عاج          | پورت بوئت |
| ایر فرانس             | شارل دوگل پاریس |
| Air Peace             | مارگارت اکپو، اکانو ایبیام، Kebbi، مرتلا محمد، سام مبکو، پورت هارکورت |
| آریک ایر              | کوتوکا، اسابا، بنین، مارگارت اکپو، اکانو ایبیام، گمب لاوانتی، ایبادان، ایلورین، مالام آمینو کانو، مرتلا محمد، مایدوگوری، سام مبکو، پورت هارکورت، ابوبکر صدیق ۳، اکوا ایبوم، واری، یولا |
| ASKY Airlines         | لومه-توکین، انجامنا، یائونده |
| Azman Air             | مالام آمینو کانو، مرتلا محمد |
| بریتیش ایرویز         | هیترو لندن |
| دانا ایر              | مرتلا محمد، پورت هارکورت، اکوا ایبوم |
| DiscoveryAir Nigeria  | مرتلا محمد |
| هواپیمایی مصر         | قاهره |
| هواپیمایی اتیوپی      | بوول |
| First Nation Airways  | مرتلا محمد |
| لوفت‌هانزا             | فرانکفورت |
| Med-View Airline      | ملک عبدالعزیز، مرتلا محمد، یولا |
| اوورلند ایرویز        | اکور، Bauchi، ایبادان، ایلورین، مرتلا محمد، Dutse، اسابا، Jalingo، منا |
| ترکیش ایرلاینز        | آتاترک |